# Razor 1911
 (novembre 2007).
Si vous disposez d'ouvrages ou d'articles de référence ou si vous connaissez des sites web de qualité traitant du thème abordé ici, merci de compléter l'article en donnant les références utiles à sa vérifiabilité et en les liant à la section « Notes et références ».

Logo du groupe Razor 1911 en Art ASCII par JED du groupe ACiD.

Razor 1911 est un groupe de warez et de démo. Selon la division des crimes informatiques du département de la Justice des États-Unis, Razor 1911 est le plus vieux réseau de piratage de jeux sur Internet.

## Historique
Le nom du groupe était à l'origine Razor 2992. Il a été fondé par Doctor No, Insane TTM et Sector9 en Norvège en octobre 1985.
À l'époque, la principale activité du groupe était le cracking de jeux et de logiciels pour Commodore 64. Peu après, ils renommèrent le nom du groupe en "Razor 1911", pour parodier le groupe Demoscene qui utilisait à outrance le nombre 666 (en référence au Nombre de la bête) dans leurs démos - le suffixe "1911" se traduisant en 777 en hexadécimal.
Vers les années 1987/1988, le groupe commença à abandonner le Commodore 64 et migra peu à peu vers une nouvelle plateforme, l'Amiga. Au début des années 1990, Razor 1911 migra à nouveau pour une nouvelle plateforme : le PC, principalement comme groupe de cracking, mais, continuant à diffuser des crack intro, des musiques et des démos hautement respectées.
En 1992, Razor 1911 était un des fournisseurs principaux de disquettes jusqu'à ce que celles-ci soient abandonnées au profit des CD-ROM. Durant des années 1990, Razor 1911 fit face à la concurrence de nombreux autres groupes et certains des membres quittèrent Razor pour d'autres groupes tels que TRSi, The Dream Team (TDT) et Fairlight (FLT) en 1994 puis Prestige, Hybrid (HBD), et d'autres en 1995. Grandement affaibli par cette période, Razor reçut l'aide de nouveaux membres venu d'un autre groupe, Nexus, ainsi que leurs dirigeants : The Speed Racer (TSR), Fatal Error, et The Gecko. Razor eu beaucoup de dirigeants différents tout au long des années 1990 comme The Renegade Chemist (TRC), The WiTcH KiNG, Butcher, Marauder, et Randall Flagg.
En 1995, la diffusion de copies par disquette commença à décliner, alors, Razor 1911 se lança dans le rip de CD. Bien que n'étant pas le premier groupe à se lancer dans le rippage CD, Razor 1911 eut beaucoup de succès et devint un des groupes les plus importants en 1996.
L'équipe qui a mené Razor 1911 à ce nouveau chapitre était constituée de : TSR, Pharaoh, Fatal Error, Third Son, Hot Tuna, Beowulf, Wolverine, Pest, Bunter, Manhunter, MrHero, GRIZZLY et The Punisher.
Razor 1911 domina la "CD-Ripping scène" jusqu'à ce que le groupe Prestige fut formé. Prestige se sépara ensuite et certains membres fondèrent CLASS (CLS) qui fut un des grands concurrents de Razor 1911.
Razor releva à nouveau le challenge quand la scène ISO fut formée. Le groupe mené par The Punisher commença à diffuser des ISOs. Il était nécessaire au retour du groupe en assurant à Razor de bonnes performances sur la scène ISO. Quand The Punisher quitta le groupe, Razor fut dirigé par plusieurs personnes et connu plusieurs problèmes à cause de la lutte de pouvoir interne. L'arrivée de Pitbull, un ancien membre de Razor des années 1990, mit un terme à ces problèmes. Il fut le leader jusqu'à l'Opération Buccaneer, une opération de grande envergure orchestrée par les autorités de différents pays en vue de démanteler des réseaux de piratages responsables de la diffusion illicite de jeux vidéo, de musiques, de films et de logiciels.